# Medal za Pracę przy Realizacji Reformy Uwłaszczeniowej
 Medal za Pracę przy Realizacji Reformy Uwłaszczeniowej (ros.  Медаль «За труды по устройству удельных крестьян») – cywilne rosyjskie odznaczenie państwowe.

## Historia
Odznaczenie zostało ustanowione ukazem cara Aleksandra II dla wyróżnienia urzędników państwowych za pracę przy Reformie Uwłaszczeniowej  w Imperium Rosyjskim. Medal ten nawiązywał do wcześniej ustanowionego w 1861 roku Medalu za Pracę przy Wyzwoleniu Chłopów, którym wyróżniano urzędników za pracę przy przygotowaniu reformy uwłaszczeniowej i działań na rzecz zlikwidowania poddaństwa chłopów. Medal miał dwa stopnie: Złoty i Srebrny Medal.

## Zasady nadawania
Odznaczenie było nadawane urzędnikom państwowych Imperium Rosyjskiego, którzy wyróżnili się w pracy przy przeprowadzeniu Reformy Uwłaszczeniowej zarządzonej ukazem z dnia 7 lutego?/19 lutego 1861 o przeprowadzeniu Reformy Uwłaszczeniowej w Imperium Rosyjskim. 
Zgodnie z ukazem medal nadawany był urzędnikom wyższych rang. 
Łącznie nadano: 46 – złotych i 40 srebrnych medali.

## Opis odznaki
Odznaka odznaczenia została wykonana ze złota – złoty medal i srebra – srebrny medal. Jest ona okrągła i ma średnicę 28 mm. Oba stopnie miały identyczny wygląd.
Na awersie w środku odznaki znajdują się profile cesarza Aleksandra II. Nad rysunkiem napis БЛАГОДАРЮ (pol. Dziękuję), a pod nim data 26 ИЮНЯ 1863 Г. (pol. 26 czerwca 1863 r.), pomiędzy napisami znajdują się gwiazdki.
Na rewersie odznaki na w środku znajduje się napis ЗА ТРУДЫ ПО УСТРОЙСТВУ УДѢЛЬНЫХ КРЕСТЬЯН (pol. Za Pracę przy Realizacji Reformy Uwłaszczeniowej). 
Medal zawieszony jest na wstążce orderu św. Aleksandra Newskiego, koloru czerwonego. 